# Sofía (emperatriz)
Aelia Sophia (c. 530 – c. 601) fue la emperatriz consorte de Justino II del Imperio Bizantino desde 565 hasta 578. Estaba específicamente interesada en asuntos económicos y estuvo envuelta en estos temas durante el reino de Justino. Durante sus brotes de locura, actuó como regente.

## Familia
De acuerdo con la Historia eclesiástica de Juan de Éfeso, Sofía era sobrina de Teodora, la emperatriz consorte de Justiniano I. Juan de Éfeso no especificó la identidad de sus padres. De acuerdo con la Historia secreta de Procopio de Cesarea, Teodora sólo tuvo dos hermanas: la mayor, Komito, y una más joven que ella, Anastasia; siendo posible que una de ellas fuera la madre de Sofía. Procopio identifica a Komito como una hetaira. Juan Malalas documenta que Komito se casó con el general Sittas en el 528. Sittas fue posiblemente su padre. Si Anastasia se casó es desconocido.

## Matrimonio
Durante el reinado de Justiniano I (527-565), Teodora arregló el matrimonio de Sofía con su sobrino Justino II. De acuerdo con el Chronicon de Víctor de Tunnuna, Justino era hijo de Dulcidio y Vigilantia.  Su suegro fue también conocido como Dulcissimus en fuentes genealógicas. Vigilantia y su hermano, Justiniano I, eran hijos de Petrus Sabattius y Vigilantia, que fue hermana de Justino I.
Sofía y Justino tuvieron al menos dos hijos:
- Justo, muerto antes de 565, que está enterrado en la Iglesia del Arcángel Miguel.
- Arabia, casada primero para la sucesión de su padre[1] con el curopalata Baduario. Su marido murió hacia 576 mientras defendía el Exarcado de Rávena de los lombardos.[7] Tuvieron una hija, Firmina, cuyo destino es desconocido.[8]

## Emperatriz consorte

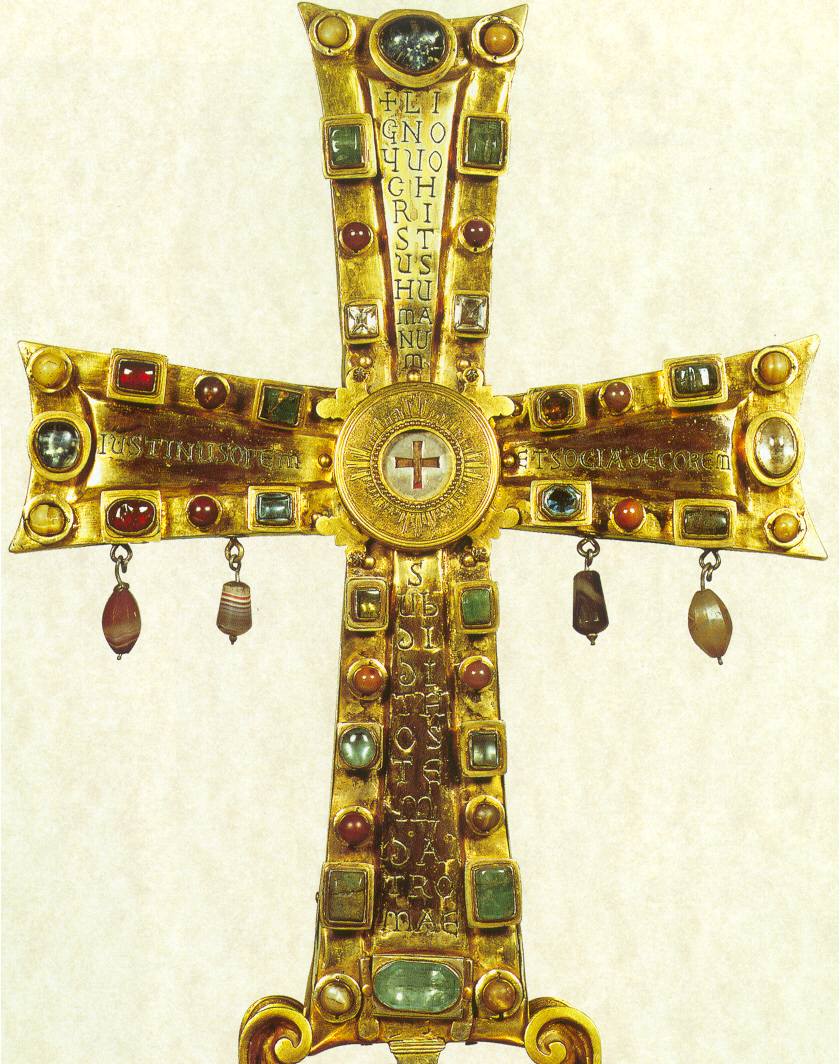
Cruz de su consorte, Justino II.

Justiniano I tuvo varios sobrinos pero parece ser que nunca designó un heredero. En la noche del 13 al 14 de noviembre de 565, Justiniano se encontraba en su lecho de muerte. Justino era su curopalata, siendo así el único viable como heredero en el Gran Palacio de Constantinopla. Trató de ganar el apoyo del Senado y fue proclamado emperador dentro de los muros de palacio antes de que otros miembros de la Dinastía Justiniana fueran avisados. Los eventos que sucedieron a la proclamación fueron recogidos por el poeta de la corte Flavio Cresconio Coripo.
Coripo a menudo traducía su nombre "Sofía", griego, a su equivalente latino "Sapientia". El significado de ambos es el mismo, "sabiduría", y el poeta lo usa como nombre y como título a la vez cuando se dirige a ella. El discurso de subida al trono de Justino refiere a Sofía como corregente con su marido, y se presupone que se debe a que ella ya ejercía influencia política sobre él. Coripo retrata a Sofía estando a cargo de los arreglos del funeral de Justiniano y reivindica que ella tejió su sudario con imágenes que escenificaban los triunfos de su reino.
El principal reto del nuevo reinado fue otro Justino, primo del nuevo emperador, que fue hijo de Germano y su primera mujer Passara. Se distinguió a sí mismo como comandante militar y, siendo así, fue visto como una mejor opción desde el punto de vista militar. De acuerdo con Evagrio Escolástico, el Emperador y Sofía, inicialmente dieron la bienvenida a su pariente a Constantinopla, pero no mucho después fue exiliado a Alejandría. En 568, el otro Justino fue asesinado en su cama. Juan de Biclaro atribuyó este asesinato a los partidarios de Sofía. Evagrio afirma que la cabeza del muerto fue enviada a la pareja imperial que la patearon con rencor. Evagrio tiene mayormente opinión negativa acerca de Justino y Sofía, y no se le puede tener por una fuente imparcial de información.
En 568, Narsés fue relevado de su posición como prefecto de Italia. De acuerdo con Pablo el Diácono, Sofía envió un mensaje al viejo general en el que le advertía de haber encontrado una mejor posición para un eunuco como él, como vigilante de las hilanderas del gineceo. Pablo atribuye a este mensaje la elección de Narsés de retirarse en Nápoles, en lugar de regresar a Constantinopla como Justino le había ordenado. La interpretación que se hace es que Narsés tenía miedo de Sofía.
Sofía también influyó en las políticas económicas de Justino. Habiendo heredado las arcas del Imperio exhaustas, dispusieron el repago de las deudas y préstamos de Justiniano a los banqueros y prestamistas. De acuerdo con Teófanes, Sofía estaba a cargo de examinar los registros financieros y los pagos; así se restauraría la credibilidad del tesoro real. La pareja imperial trataba de incrementar las reservas económicas. Evagrio, Juan de Éfeso, Gregorio de Tours y Pablo el Diácono lo mencionan mientras acusan a Justino y a Sofía de avaricia.
Sofía tomó el nombre de la Gens Aelia siguiendo las prácticas de las emperatrices de la Dinastía Teodosiana y de la Dinastía de León. El nombre no había sido usado por las dos emperatrices que la precedieron en su propia dinastía. Fue la primera emperatriz consorte representada con en las monedas del Imperio con las mismas insignias que su marido, siendo ambos representados juntos en imágenes y en estatuas mientras que el nombre de Sofía se le dio a dos palacios, un puerto y un baño público construidos en su honor.
En 569, según se informa, Justino y Sofía enviaron una reliquia de la Vera Cruz a Radegunda. El evento fue conmemorado en el Vexilla Regis por Venancio Fortunato. Asimismo, enviaron reliquias al papa Juan III en un intento de mejorar relaciones. Sin embargo, la política religiosa de la pareja fue controvertida. De acuerdo con Juan de Éfeso y Miguel el Sirio, los esposos fueron inicialmente monofisitas que se convirtieron al cristianismo calcedonio para ganar el favor de su tío Justiniano. Durante su reino, intentaron un fallido intento de reconciliación entre ambas corrientes, que terminaron en renovadas persecuciones de los monofisitas. Mientras tanto, sus creencias reales todavía se ponen en duda.

## Regente
Justino sufrió de brotes temporales de locura que le incapacitaban para llevar a cabo sus deberes durante la caída de Daras por parte de Khosrau I del Imperio sasánida en noviembre de 573 De acuerdo con Gregorio de Tours, el poder del imperio fue asumido por Sofía. Evagrio Escolástico informa que Sofía intentó acabar una tregua de tres años con Kosrau por sí misma, pero como regente necesitaría apoyos y escogió a Tiberio II como su colega en el poder. Él fue Comes Excubitorum (Comandante de los excubitores). 
De acuerdo con las crónicas de Teófanes el Confesor, Tiberio fue oficialmente designado César por Justino el 7 de diciembre de 574. También fue adoptado por Justino y declarado su heredero.
Juan de Éfeso informa de que Sofía y Tiberio discutían acerca de las políticas financieras como corregentes efectivos, con Sofía continuando el decrecimiento de los gastos reales mientras que Tiberio discutía por la necesidad de su incremento, particularmente para fines militares.
La Historia eclesiástica de Juan de Éfeso y la crónica de Teófanes el Confesor consideran que Sofía planeaba casarse con Tiberio, ya que veía su matrimonio con Ino Anastasia como una ofensa. Ino y sus hijas, Constantina y Charito no tenían permitida la entrada al Gran Palacio de Constantinopla, que fueron instaladas en el Palacio de Hormisdas, residencia de Justiniano I antes de su ascenso al trono. De acuerdo con Juan de Éfeso, Tiberio se unía a ellas cada noche y regresaba al Gran Palacio cada mañana. Sofía también rechazó que las mujeres de la corte visitaran a Ino y a sus hijas como muestra de respeto para ella.
Ino acabó abandonando Constantinopla para instalarse en Daphnudium, su residencia anterior. Juan de Éfeso afirma que Tiberio dejó Constantinopla para visitarla cuando esta cayó enferma. Se piensa que sus hijas se unieron a ella cuando abandonó la capital.
En septiembre de 578, Justino II designó a Tiberio como su coemperador. El 5 de octubre de 578, Justino murió y Tiberio se convirtió en el único emperador. De acuerdo con Juan de Éfeso, Sofía envió al patriarca Eutiquio de Constantinopla a Tiberio para convencerle de que se divorciase de Ino y se ofreció ella misma y a su hija Arabia como posibles novias para el nuevo emperador. Tiberio rechazó esta propuesta, y Sofía perdió el título de Emperatriz consorte, aunque conservó el de Augusta.

## Augusta viuda
Sofía retuvo su rango de Augusta y mantuvo una sección del palacio para sí, mientras tanto, su rival Ino Anastasia fue proclamada Augusta. 
La situación no era de su agrado, y Juan de Éfeso registra discusiones acerca de políticas financieras. Gregorio de Tours informa de que Sofía tomó parte en una conspiración para deponer a Tiberio y reemplazarle con otro Justiniano, hermano del Justino asesinado en Alejandría.
Tiberio reaccionó arrebatándole parte de sus propiedades, despidiendo a sus sirvientes más leales y colocando a los suyos. Sin embargo, su rango y presencia en el palacio se mantuvieron. Teófanes informa de que en 579 Sofía se retiró al Sophiai, un palacio construido en su honor. Él la describe manteniendo su propia corte y siendo honorada como madre de Tiberio.
El 14 de agosto de 582, Tiberio murió y fue sucedido por Mauricio, un general prometido a Constantina, elegido por Sofía. Gregorio de Tours informa de que ella misma planeó casarse con él y recobrar el trono. El matrimonio de Constantina y Mauricio tuvo lugar en el otoño de 582. La ceremonia fue llevada a cabo por el patriarca Juan IV, y la novia fue proclamada Augusta mientras Sofía e Ino mantenían el mismo título. Juan de Éfeso menciona que las tres Augustas residían en el Gran Palacio.
Ino fue la primera de las tres en morir, aproximadamente en el 593. Constantina parece haber tenido mejores relaciones con Sofía que su madre, y Teófanes recoge que le regaló una corona como un presente de Pascua para Mauricio en 601. Él aceptó su regalo pero ordenó colocarlo en el altar de Hagia Sofia como tributo a la iglesia, que fue tomado como un insulto por ambas Augustas y causó discrepancias en el matrimonio.
La pascua de 601 fue también la última vez en la que Sofía es mencionada en las fuentes, si ella sobrevivió para ver la deposición de Mauricio en 602 no está claro.